# Mesoxaea tachytiformis
Mesoxaea tachytiformis  (лат.) — вид перепончатокрылых насекомых из семейства андренид (Andrenidae). Распространён на юге центральной и в юго-западной Мексике — в штатах Колима, Distrito Federal, Герреро и Морелос. Длина тела самцов 20—22 мм, длина переднего крыла 16—18 мм. Длина тела самок 20—22 мм, длина переднего крыла 16—18 мм.